# ام‌بی‌دی‌ای داچلند
ام‌بی‌دی‌ای داچلند (انگلیسی: MBDA Deutschland) شرکت صنایع جنگ‌افزاری آلمانی است، که در سال ۲۰۰۶ تأسیس شد.